# Droga krajowa N13 (Ukraina)
Droga krajowa N13 (ukr. Автошлях Н 13) – droga krajowa na Ukrainie. Rozpoczyna się we Lwowie, następnie biegnie przez Rudki, Sambor, Stary Sambor, Pereczyn i kończy się w Użhorodzie. Droga ma 154,4 km i przechodzi przez 2 obwody: lwowski oraz zakarpacki.